# Ceratitella tomentosa
Ceratitella tomentosa är en tvåvingeart som först beskrevs av de Meijere 1914.  Ceratitella tomentosa ingår i släktet Ceratitella och familjen borrflugor. Inga underarter finns listade i Catalogue of Life.